# Procter & Gamble
Pour les articles homonymes, voir Gamble et Procter.
Procter & Gamble est une multinationale américaine spécialisée dans les produits de nettoyage, d'hygiène et de pharmacie. Elle est cotée à la bourse de New York. 
Le groupe contrôle des marques de rasoirs (Gillette, Braun), de couches (Pampers), de nettoyants (Mr. Propre, Ariel, Swiffer, Tide), de produits d'hygiène féminine (Always), de dentifrice (Crest, Oral-B), de shampoings (Pantene, Head & Shoulders), de désodorisants (Febreze) et de médicaments (Vicks).
Son siège est situé à Cincinnati en Ohio. 

## Histoire

### Création

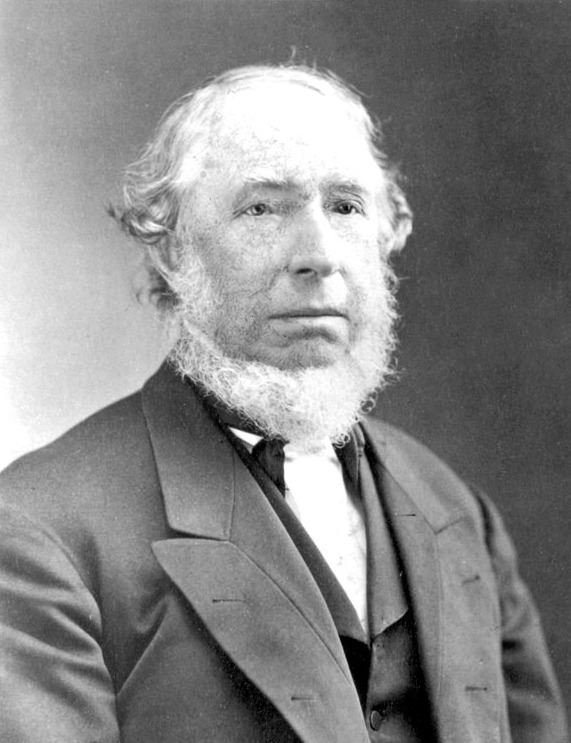
William Procter

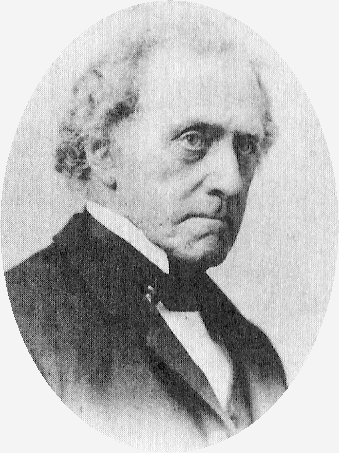
James Gamble

William Procter (1801-1884), un fabricant de bougies originaire d'Enniskillen en Irlande, et James Gamble (1803-1891), fabricant de savon, natif des Midlands de l'Ouest en Angleterre émigrent aux États-Unis, le premier dès 1819 et le second en 1832. Ils deviennent beaux-frères en 1835 en épousant chacun les sœurs Olivia et Elizabeth Norris, filles d'Alexander Norris, un fabricant de bougies de Cincinnati. À l'instigation de leur beau-père, ils décident de réunir leurs ressources pour former leur propre entreprise. 
 (février 2025).
Si vous disposez d'ouvrages ou d'articles de référence ou si vous connaissez des sites web de qualité traitant du thème abordé ici, merci de compléter l'article en donnant les références utiles à sa vérifiabilité et en les liant à la section « Notes et références ».
L'entreprise Procter & Gamble fut fondée en 1837, en déposant une garantie de 3.596,47 dollars le 22 août, puis les deux associés signent leur accord final de partenariat le 31 octobre, dans lequel ils détiennent l'entreprise à parts égales, James s'occupant de la production et William prenant en charge les ventes et l'administration,. Dès sa création, la firme s'impose comme le principal fabricant de bougies et de savons à Cincinnati.
L'entreprise a prospéré durant le XIXe siècle. En 1859, les ventes atteignaient un million de dollars. À cette époque, environ 80 employés travaillaient pour Procter & Gamble. Au début des années 1860, lorsqu'éclate la guerre civile, l'entreprise est la seule qui soit capable de maintenir une production à grande échelle, ce qui lui vaut d'être retenue par le gouvernement américain pour fournir à l'armée de l'Union des savons et des bougies. De cette façon, la firme gagna en notoriété grâce à la distribution de ses produits au travers du pays. Une fois la guerre terminée et les hommes retournés chez eux, ils continuèrent à acheter des produits de la même marque.
Dans les années 1880, Procter & Gamble a lancé la commercialisation d'un nouveau savon, peu cher et de bonne qualité, qu'elle appela savon « Ivoire » (Ivory). Dans les décennies suivantes, Procter & Gamble a continué de grandir et d’évoluer. L'entreprise a commencé à être connue pour son travail sur l’environnement dans les dernières années du XIXe siècle. William Cooper Procter, petit-fils de William Procter, a établi un programme de partage des bénéfices pour les employés de l’entreprise en 1887. Il espérait ainsi, en donnant aux employés une mise dans l’entreprise, qu’ils seraient moins enclins à déclencher des grèves.
Plus tard, l'entreprise s’est intéressée plus particulièrement aux savons, en produisant plus de trente types différents dans les années 1890. L’électricité devenant de plus en plus utilisée, le besoin de bougies était moindre par rapport aux débuts de Procter & Gamble. Finalement, l'entreprise a arrêté la fabrication de bougies en 1920.

### Début duXXesiècle
Au début du XXe siècle, Procter & Gamble a continué à grandir. L'entreprise a commencé à construire des fabriques à d’autres endroits aux États-Unis, parce que la demande dépassait les capacités de l’usine de Cincinnati. P&G a commencé à diversifier ses produits également et, en 1911, a commencé à produire « Crisco », une graisse faite d’huile végétale plutôt que de graisse animale. Au début des années 1900, Procter & Gamble commença à être connu pour ses recherches de laboratoires, où des scientifiques travaillaient à créer de nouveaux produits. Elle fut également l’une des premières entreprises à travailler sur les études de marché, enquêtant sur les besoins des consommateurs et l’attrait des produits. Comme la radio devenait de plus en plus populaire dans les années 1920, 1930, Procter & Gamble a sponsorisé un certain nombre de programmes radios. Ces shows se sont vu appeler « soap operas » (~émission savon). P&G a produit et sponsorisé les premiers soap operas à la radio dans les années 1930 et les premiers soap operas à la télévision dans les années 1950.
À travers le XXe siècle, Procter & Gamble a continué à prospérer. L'entreprise s’est implantée dans d’autres pays, à la fois en termes d’usine de fabrication que de vente de produits. Elle est devenue une entreprise internationale. De plus, un certain nombre de nouveaux produits et de noms de marque furent introduits plus tard.
L'entreprise a introduit le détergent « Tide » en 1946 et le shampoing « Prell » en 1950. En 1955, Procter & Gamble a commencé à vendre les premiers dentifrices « Crest » contenant du fluor. En 1957, l'entreprise a racheté Charmin Paper Mills et a commencé à produire du papier hygiénique et d’autres produits à base de papier. Une fois de plus, en se concentrant sur les produits nettoyants, Procter & Gamble a commencé à fabriquer l’adoucissant « Downy » en 1960. L’un des produits les plus révolutionnaires de l'entreprise fut « Pampers », d'abord testé en 1961, des couches jetables pour bébé pour remplacer les langes traditionnels lavables.

### De 1950 à nos jours
Après la seconde moitié du XXe siècle, Procter & Gamble a acquis un certain nombre d’autres entreprises qui lui ont permis de diversifier ses lignes de produits et d’accroître son profit de manière significative. Ces acquisitions incluent le café Folgers, les produits pharmaceutiques Norwich Eaton, Noxell, Shulton’s Old Spice, Max Factor, les entreprises Iams, et beaucoup d’autres.
Au début des années 1980, Procter & Gamble, comme d'autres entreprises, fut confrontée à une rumeur affirmant qu’une partie de son capital appartenait à la secte Moon. Le point de départ de cette rumeur semble être l'homélie de pasteurs fondamentalistes. Ces rumeurs ont pris plus d'ampleur quand certains ont cru voir le nombre du diable (666) dans l’emblème de l'entreprise que cette dernière a d'ailleurs fini par changer.
En 1985, l'entreprise rachète Richardson-Vicks, qui possède les marques Vicks, Pétrole Hahn, Rogé Cavaillès et une usine à Blois. Cette dernière est progressivement spécialisée dans les shampooings, avec la production de produits Pantene et Head & Shoulders.
En 1996, Procter & Gamble a fait les gros titres quand l’administration américaine des produits alimentaires et des médicaments (la Food and Drug Administration) a approuvé un nouveau développement de produit par l'entreprise : Olestra. Olestra est également connu sous son nom de marque Olean, qui est un substitut de graisse pour cuisiner les frites et autres fritures. L’histoire de Procter & Gamble continue de croître, mais son siège social reste toujours à Cincinnati.
En 2001, Procter & Gamble rachète les parfums Jean Patou et signe un accord de licence avec Chemise Lacoste.
En 2003, P&G absorbe le groupe de cosmétique allemand Wella.
En 2004, la marque Sunny Delight, alors détenue par Procter & Gamble, est rachetée par le fonds d’investissement JW Childs Associates, qui constitue un groupe Sunny Delight Beverages Co autour de Sunny Delight et des marques de boissons américaines déjà détenues Very fine et Fruit2O.
En janvier 2005, P&G annonce et réalise son intention de fusionner avec Gillette avec une offre de 57 milliards de dollars. 
En avril 2011, P&G annonce vouloir fusionner son unique marque agroalimentaire restante, Pringles, avec le groupe californien Diamond Foods (en), mais à la suite d'un vaste scandale de falsification des comptes de ce dernier, l'affaire ne se fait pas et Diamond Foods se retire. En février 2012, c'est le groupe américain Kellogg's, qui rachète la marque de chips pour la somme de 2,695 milliards de dollars.
En avril 2014, P&G vend ses activités dans la nourriture pour animaux incluant les marques Iams, Eukanuba et Natura à Mars pour 2,9 milliards de dollars.
En octobre 2014, P&G annonce son intention de se séparer de sa marque de piles Duracell par une scission. En novembre 2014, Berkshire Hathaway acquiert Duracell à Procter & Gamble pour 4,7 milliards de dollars. En décembre 2014, P&G vend à Unilever ses marques de savon Camay et Zest, avec des actifs industriels comprenant 170 employés, pour un montant inconnu.
En juillet 2015, Coty acquiert l'activité de parfumerie, de cosmétique et de la coloration de cheveux de Procter & Gamble pour 12,5 milliards de dollars. Coty par cette opération devient la première entreprise en taille en parfumerie et troisième en cosmétique après L'Oréal et Estee Lauder. L'opération se déroule en deux étapes : Procter & Gamble's scinde dans un premier temps les activités touchées par cette acquisition, puis Coty acquiert en action et en liquidité cette nouvelle entité. Finalement, les actionnaires de Procter & Gamble seront actionnaires du nouvel ensemble formé à 52 % quand ceux de Coty le seront à 48 % et Procter & Gamble espère gagner 5 à 7 milliards de dollars en liquidité de cette opération,.
Interparfums acquiert la marque Rochas.
En avril 2018, Procter & Gamble annonce l'acquisition des activités de compléments alimentaires de Merck KGaA pour 4,2 milliards de dollars. En avril 2019, Unilever annonce l'acquisition des marques Fluocaril et Parongencyl à Procter & Gamble, pour un montant non dévoilé.

### Identité visuelle (logo)

Premier logo de la société de 1837 jusqu'en 1991.
Logo de 1991 à 2003.
Logo de 2003 à 2013.
à partir d'avril 2013.

## Actionnaires
Liste des principaux actionnaires au 17 octobre 2021.
| The Vanguard Group                                 | 8,42 % |
| State Street Global Advisors (en) Funds Management | 4,29 % |
| BlackRock Fund Advisors                            | 2,17 % |
| Wellington Management                              | 1,97 % |
| Geode Capital Management                           | 1,71 % |
| Northern Trust Investments (Investment Management) | 1,25 % |
| Norges Bank Investment Management                  | 1,09 % |
| Pentwater Capital Management                       | 0,79 % |
| Fidelity Management & Research                     | 0,77 % |
| State Farm Investment Management                   | 0,74 % |

## Marques
Procter & Gamble possède 23 marques[réf. nécessaire] générant un chiffre d'affaires supérieur à 1 milliard de dollars par an[réf. nécessaire].
- Actonel, médicaments pour lutter contre l'ostéoporose.
- Always, hygiène féminine.
- Ambipur, désodorisants.
- Ariel, lessive.
- Blend a med, dentifrice.
- Bonux, lessive.
- Bounty, papier essuie-tout.
- Braun, petit électroménager, principalement rasoirs électriques.
- Charmin, papier hygiénique.
- Crest, dentifrice.
- Dash, lessive.
- Dawn détergent, détergents.
- Downy (États-Unis)/Lenor (Europe), assouplissant.
- Fairy/Dreft (dans certains pays d'Europe), lessive.
- Febreze, désodorisants.
- Gain, produits d'entretien.
- Gama, lessive.
- Gillette, rasoirs et produits cosmétiques.
  - Gillette Venus, déclinaison de la marque Gillette pour les femmes
- Head & Shoulders, shampooing.
- Herbal Essence, shampooing.
- Jolly, produits dépilatoires.
- Mr. Propre, produits d'entretien.
- Olay, cosmétiques.
- Old Spice, savon, de gel douche et de désodorisants pour homme.
- Oral-B, dentifrice et brosses à dents.
- Pampers, couche-culottes.
- Pantene, soins des cheveux.
- Swiffer, balais.
- Tampax, hygiène féminine.
- Tide, détergents.
- Vicks, produits pharmaceutiques
- Vidal Sassoon, produits de coiffure

Parmi les autres marques du groupe, citons Oil of Olaz (aussi appelée Oil of Olay, suivant les pays), Bold, Daz, Flash.
Les marques Gillette, Duracell, Braun et Oral-B ont été acquises lors de la fusion avec Gillette Company.
Fluocaril et Parogencyl ont été acquises en 2005 et Ambipur en 2010 auprès de Sara Lee Corporation.

## Données financières
En 2016, Procter & Gamble a réalisé un chiffre d'affaires de 65,3 milliards de dollars pour 10,5 milliards de bénéfices

## Procter & Gamble dans le monde

### Suisse
Procter & Gamble a commencé ses opérations en Suisse en 1953. En 1999 P&G établit à Genève son centre de la planification stratégique pour l’Europe, le Proche et Moyen-Orient ainsi que l’Afrique. Quelque 2 100 collaborateurs de plus de 78 nationalités différentes y développent et coordonnent l’ensemble des activités pour toutes les marques commercialisées dans les différents espaces économiques.
Le président de Procter & Gamble pour l'Europe de l'Ouest est Loïc Tassel.

### France
P&G s'installe en France en 1954, pour produire de la lessive Tide. Quatre ans plus tard sont lancés Camay et Bonux.
Les produits Sunny Delight et Pringles sont introduits sur le marché français fin 1999.
P&G France emploie environ 2000 salariés répartis entre son siège situé à Asnières-sur-Seine (92) et 2 usines situées à Amiens et Blois.

## Controverse
En 1980, les tampons hygiéniques Rely ont provoqué aux États-Unis, le décès de 63 femmes par choc toxique dû à la prolifération de staphylocoque doré, entrenue par le matériau super-absorbant du tampon, du polyester imbibé de Carboxyméthylcellulose. Après des années de procès, les tampons Rely ont été retirés du marché et Procter & Gamble condamné à 75 millions de dollars d'amende.
En Avril 2011, P&G se voit condamné par la commission européenne à une amende de 211 millions d'euros pour s'être accordé avec plusieurs de ses concurrents sur les prix de leurs marques de lessives. Dans le volet français de cette même affaire du Cartel de la lessive, P&G sera de nouveau condamné en Décembre 2011 par l'autorité française de la concurrence à une amende cumulée de 363 millions d'euros, aux côtés d'Unilever, Henkel et Colgate-Palmolive.
En février 2012, Procter & Gamble introduit sur le marché américain Tide Pod (capsule Tide en gel colorée), une dosette de lessive qui rencontre le succès. Les États-Unis enregistrent six morts dues à l'ingestion de Tide Pods entre 2012 et 2017. Depuis 2012, leTide Pod Challenge diffusé sur les réseaux sociaux de vidéos consiste à croquer dans des capsules de lessive colorée. Phénomène inquiétant, mais restreint, les autorités sanitaires alertent sur sa dangerosité après avoir observé qu'il prenait de l’ampleur chez les adolescents aux États-Unis, devenant un mème Internet à la fin de l'année 2017,.
En novembre 2016, Amnesty International publie un rapport dénonçant le travail des enfants et le travail forcé dans les plantations indonésiennes de palmiers à huile fournissant des entreprises comme Nestlé, Unilever, Kellogg's, Colgate-Palmolive et Procter & Gamble,.